# Red Windsor (fromage)
Pour les articles homonymes, voir Red Windsor (homonymie).
Le Red Windsor est un fromage anglais de type cheddar fait avec du lait pasteurisé de vache et marbré avec du vin rouge, souvent du Bordeaux, ou avec un mélange de porto et de brandy.